# ژرسون ورگارا
ژرسون ورگارا آمو(به اسپانیایی: Jherson Vergara Amú) (زاده ۲۶ مه ۱۹۹۴)، مدافع فوتبال کلمبیایی است.

## آمار و ارقام
تا تاریخ ۲ مارس ۲۰۱۸
| باشگاه             | فصل                    | لیگ                   | لیگ  | لیگ | جام حذفی | جام حذفی | بین‌المللی | بین‌المللی | سایر | سایر | مجموع | مجموع |
| باشگاه             | فصل                    | دسته                  | بازی | گل  | بازی     | گل       | بازی      | گل        | بازی | گل   | بازی  | گل    |
| ------------------ | ---------------------- | --------------------- | ---- | --- | -------- | -------- | --------- | --------- | ---- | ---- | ----- | ----- |
| میلان              | سری آ ۱۴–۲۰۱۳          | سری آ                 | ۰    | ۰   | ۰        | ۰        | ۰         | ۰         | —    | ۰    | ۰     |       |
| آولینو (قرضی)      | سری بی ۱۵–۲۰۱۴         | سری بی                | ۱۴   | ۱   | ۱        | ۰        | —         | ۱         | ۰    | ۱۶   | ۱     |       |
| لیورنو (قرضی)      | سری بی ۱۶–۲۰۱۵         | سری بی                | ۲۲   | ۱   | ۰        | ۰        | —         | —         | ۲۲   | ۱    |       |       |
| آرسنال تولا (قرضی) | لیگ برتر روسیه ۱۷–۲۰۱۶ | لیگ برتر فوتبال روسیه | ۱۸   | ۰   | ۰        | ۰        | —         | —         | ۱۸   | ۰    |       |       |
| کل دوران حرفه‌ای    | کل دوران حرفه‌ای        | کل دوران حرفه‌ای       | ۵۴   | ۲   | ۱        | ۰        | ۰         | ۰         | ۱    | ۰    | ۵۶    | ۲     |

## افتخارات

### ملی
کلمبیا
- مسابقات قهرمانی فوتبال جوانان آمریکای جنوبی: ۲۰۱۳